# Cúp quốc gia Scotland 1897–98
 Cúp quốc gia Scotland 1897–98 là mùa giải thứ 25 của giải đấu bóng đá loại trực tiếp uy tín nhất Scotland. Chức vô địch thuộc về Rangers khi đánh bại Kilmarnock 2-0 trong trận Chung kết.

## Lịch thi đấu
| Vòng      | Ngày thi đấu đầu tiên | Số trận đấu | Số đội tham gia |
| --------- | --------------------- | ----------- | --------------- |
| Vòng Một  | 8 tháng 1 năm 1898    | 16          | 32 → 16         |
| Vòng Hai  | 22 tháng 1 năm 1898   | 8           | 16 → 80         |
| Tứ kết    | 5 tháng Hai 1898      | 4           | 8 → 4           |
| Bán kết   | 19 tháng 2 năm 1898   | 2           | 4 → 2           |
| Chung kết | 26 tháng 3 năm 1898   | 1           | 2 → 1           |

## Vòng Một
| Đội nhà            | Tỉ số | Đội khách             |
| ------------------ | ----- | --------------------- |
| Abercorn           | 1 – 1 | Hibernian             |
| Arthurlie          | 0 – 7 | Celtic                |
| Ayr Parkhouse      | 2 – 1 | Kilmarnock Athletic   |
| Bathgate           | 2 – 4 | Cartvale              |
| Clyde              | 1 – 3 | Third Lanark          |
| Dumfries Hibernian | 2 – 7 | St Mirren             |
| Dundee             | 2 – 1 | Partick Thistle       |
| Dundee Wanderers   | 3 – 2 | Orion                 |
| Bo'ness            | 0 – 6 | Queen's Park          |
| Kilmarnock         | 5 – 1 | Sixth GRV             |
| Leith Athletic     | 2 – 0 | Port Glasgow Athletic |
| Lochee United      | 0 – 8 | Heart of Midlothian   |
| Greenock Morton    | 7 – 1 | Motherwell            |
| Raith Rovers       | 2 – 4 | East Stirlingshire    |
| Rangers            | 8 – 0 | Polton Vale           |
| St Bernard's       | 1 – 1 | Dumbarton             |

### Đá lại
| Đội nhà   | Tỉ số | Đội khách    |
| --------- | ----- | ------------ |
| Dumbarton | 1 – 3 | St Bernard's |
| Hibernian | 7 – 1 | Abercorn     |

## Vòng Hai
| Đội nhà             | Tỉ số  | Đội khách          |
| ------------------- | ------ | ------------------ |
| Dundee              | 2 –0   | St Mirren          |
| Dundee Wanderers    | 3 – 6  | Ayr Parkhouse      |
| Heart of Midlothian | 4 – 1  | Greenock Morton    |
| Hibernian           | 3 – 1  | East Stirlingshire |
| Kilmarnock          | 9 – 2  | Leith Athletic     |
| Rangers             | 12 – 0 | Cartvale           |
| St Bernard's        | 0 – 5  | Queen's Park       |
| Third Lanark        | 3 – 2  | Celtic             |

## Tứ kết
| Đội nhà       | Tỉ số | Đội khách           |
| ------------- | ----- | ------------------- |
| Ayr Parkhouse | 2 – 7 | Kilmarnock          |
| Dundee        | 3 – 0 | Heart of Midlothian |
| Queen's Park  | 1 – 3 | Rangers             |
| Third Lanark  | 2 – 0 | Hibernian           |

## Bán kết
| Đội nhà    | Tỉ số | Đội khách    |
| ---------- | ----- | ------------ |
| Kilmarnock | 3 – 2 | Dundee       |
| Rangers    | 1 – 1 | Third Lanark |

### Đá lại
| Đội nhà      | Tỉ số | Đội khách |
| ------------ | ----- | --------- |
| Third Lanark | 2 – 2 | Rangers   |

### Đá lại lần 2
| Đội nhà      | Tỉ số | Đội khách |
| ------------ | ----- | --------- |
| Third Lanark | 0 – 2 | Rangers   |

## Chung kết
| Rangers | 2 – 0 | Kilmarnock |
| ------- | ----- | ---------- |
|         |       |            |